# Poste Maroc
Pour les articles homonymes, voir La Poste.
 (avril 2021).
La mise en forme du texte ne suit pas les recommandations de Wikipédia : il faut le « wikifier ».
Les points d'amélioration suivants sont les cas les plus fréquents. Le détail des points à revoir est peut-être précisé sur la page de discussion.
- Les titres sont pré-formatés par le logiciel. Ils ne sont ni en capitales, ni en gras.
- Le texte ne doit pas être écrit en capitales (les noms de famille non plus), ni en gras, ni en italique, ni en « petit »…
- Le gras n'est utilisé que pour surligner le titre de l'article dans l'introduction, une seule fois.
- L'italique est rarement utilisé : mots en langue étrangère, titres d'œuvres, noms de bateaux, etc.
- Les citations ne sont pas en italique mais en corps de texte normal. Elles sont entourées par des guillemets français : « et ».
- Les listes à puces sont à éviter, des paragraphes rédigés étant largement préférés. Les tableaux sont à réserver à la présentation de données structurées (résultats, etc.).
- Les appels de note de bas de page (petits chiffres en exposant, introduits par l'outil «  Source ») sont à placer entre la fin de phrase et le point final[comme ça].
- Les liens internes (vers d'autres articles de Wikipédia) sont à choisir avec parcimonie. Créez des liens vers des articles approfondissant le sujet. Les termes génériques sans rapport avec le sujet sont à éviter, ainsi que les répétitions de liens vers un même terme.
- Les liens externes sont à placer uniquement dans une section « Liens externes », à la fin de l'article. Ces liens sont à choisir avec parcimonie suivant les règles définies. Si un lien sert de source à l'article, son insertion dans le texte est à faire par les notes de bas de page.
- La présentation des références doit suivre les conventions bibliographiques. Il est recommandé d'utiliser les modèles {{Ouvrage}}, {{Chapitre}}, {{Article}}, {{Lien web}} et/ou {{Bibliographie}}. Le mode d'édition visuel peut mettre en forme automatiquement les références.
- Insérer une infobox (cadre d'informations à droite) n'est pas obligatoire pour parachever la mise en page.

Pour une aide détaillée, merci de consulter Aide:Wikification.
Si vous pensez que ces points ont été résolus, vous pouvez retirer ce bandeau et améliorer la mise en forme d'un autre article.
Poste Maroc (en arabe : بريد المغرب, Barid Al-Maghrib) est une entreprise multi-métiers créée en tant qu’établissement public par le Dahir (décret royal) no 1-97-162 du 7 août 1997 portant promulgation de la loi no 24-96 relative à la poste et aux télécommunications. En 2010, Poste Maroc a été transformé en société anonyme, conformément au Dahir no 1-10-09 du 26 safar 1431 portant promulgation de la loi no 07-08 et les textes pris pour son application.

## Histoire
C’est à Tanger, au milieu du 19e siècle, que des bureaux de poste étrangers ont fait leur apparition au Maroc. Ils permettaient aux pays d’assurer une présence dans le Royaume en vue de gérer les transactions commerciales par le biais de leurs établissements postaux, véritables clés de voûte du développement économique, social et culturel. Ces établissements postaux étrangers ont par la suite été développés dans l’ensemble des villes du nord du Maroc :
- Bureaux français en 1854 ;
- Bureaux espagnols en 1865 ;
- Bureaux anglais en 1872 ;
- Bureaux allemands en 1899.

Ce sont les « rakkas » (facteurs piétons) qui assuraient le transport du courrier ordinaire, parcourant environ 90 kilomètres par jour. Le courrier rapide, quant à lui, traversait le pays à dos de cheval et par bateau pour les villes côtières.
En 1881, en apprenant que des étrangers s’apprêtaient à mettre en place un bureau de poste local assurant la liaison entre Mazagan (El Jadida) et Marrakech, le Sultan Moulay Hassan Ier ordonna aux responsables des ports d’organiser la poste marocaine. C’est le 22 novembre 1892 que la première structure de transport du courrier vit le jour au Maroc par Dahir du Sultan. Le texte du décret royal fixait les règles d’organisation et de fonctionnement de l’administration postale. Des liaisons postales furent par la suite été créées par des particuliers afin d’assurer le service postal entre les différentes villes. Les timbres utilisés portaient le nom des villes d’expédition et de destination :
- El Jadida / Marrakech (1891)
- Tanger / Fès (1892)
- Essaouira / Marrakech (1892)
- Fès / Sefrou (1894)
- Tanger / Assilah (1895)
- Tétouan / Chaouen (1896)
- Tanger / Tétouan (1896)
- Ksar Elkbir / Ouazzen (1896)
- Tétouan / Ksar Elkbir (1897)
- Fès / Meknes (1897)
- Tanger / Ksar Elkbir (1898)
- Tanger / Larache (1898)
- Safi / Marrakech (1898)
- Essaouira / Agadir (1900)
- Demnat / Marrakech (1906)

En 1911, la « Compagnie Marocaine du Télégraphe » fut chargée d'organiser la poste nationale et d’instaurer des timbres postaux au lieu de cachets.
Le nouveau service postal s’inspira d’un modèle européen et démarra son activité le 1er mars 1912 sous le nom d’Administration Chérifienne des Postes des Télégraphes et des Téléphones. Elle émit son premier timbre le 22 mai 1912.
Un accord signé le 1er octobre 1913 entre le Maroc et la France aboutit à la création par Dahir de l’Office Chérifien des Postes des Télégraphes et des Téléphones.

### Après l'indépendance
En 1956, année de l’indépendance du Maroc, les services de la poste et des télécommunications furent placés sous la tutelle du ministère de la Poste, du Télégraphe et du Téléphone (PTT) et le service postal entra alors dans une nouvelle ère. Cette période avait été particulièrement marquée par la modernisation et l’expansion du réseau de distribution, permettant la diffusion en masse du courrier à travers l’ensemble du pays. C’est à cette époque qu’est née la Caisse d’épargne nationale.
L’Office national des postes et des télécommunications (ONPT), fut créé en 1984 en vue d’insuffler un nouvel élan à ce secteur stratégique, de lui permettre d’être en phase avec le développement économique et social du Maroc, et de répondre aux besoins des utilisateurs. Cela s’était traduit par une modernisation des équipements de l’Office, la création de nouveaux services et le renforcement de ses ressources humaines.
En 1998, Poste Maroc est devenu un établissement marocain de droit public à la suite de l'entrée en vigueur de la loi 24-96 et de la séparation des secteurs poste et télécommunications.

### Aujourd'hui
Si Barid Al-Maghrib opère historiquement dans le domaine du courrier, de la messagerie-colis et des services financiers. Le Groupe se positionne également dans le domaine du transport, de la logistique, ainsi que dans les services de Certification Électronique et autres services de la Poste Digitale.
L’activité des services financiers de la Poste a ensuite connu une grande mutation en 2010 à la suite de son transfert à sa filiale bancaire, créée à cet effet.

## Missions
Groupe Barid Al Maghrib a pour mission de rapprocher les citoyens comme les entreprises en apportant des réponses adaptées à leurs besoins, à travers les services postaux, financiers, bancaires et logistiques ou encore les services dématérialisés.
Cette offre s’accompagne d’un maillage dense du territoire, Barid Al Maghrib disposant d’un large réseau de distribution que le Groupe ne cesse d’étendre pour satisfaire ses clients.
Sensible au défi numérique et à l’écoute de son marché, le Groupe se réinvente sans cesse pour offrir des solutions d’avenir à forte valeur ajoutée, contribuant à la croissance d’une économie marocaine en plein essor.

## La Gouvernance du Groupe Barid Al-Maghrib

### Le Conseil d’Administration
Le Conseil d'Administration détermine les orientations stratégiques, économiques, financières et technologiques de l'entreprise, tout en veillant à la mise en œuvre de ses missions de service public. Il se saisit de toute question en lien avec le fonctionnement de la Société et procède aux contrôles et vérifications qu'il juge opportuns.
Ses membres sont :
- Président : Chef du Gouvernement
- Ministre du Commerce, de l’Industrie et des Nouvelles Technologies
- Ministre de l’Intérieur
- Ministre de l’Economie et des Finances
- Ministre de l’Equipement et du Transport
- Ministre des Affaires Générales et de la Gouvernance
- Ministre délégué auprès du Premier Ministre, chargé de l’Administration de la Défense Nationale
- Directeur Général de la Caisse de Dépôt et de Gestion

## Les filiales du Groupe Barid Al-Maghrib
Face aux mutations technologiques et économiques, Barid Al-Maghrib a identifié de nouvelles propositions de valeur et les business models qui y sont liés. Le Groupe s’est diversifié en créant ou absorbant des entreprises innovantes et créatrices de valeur pour sa clientèle.
Cette stratégie a permis de développer des filiales qui constituent de véritables relais de croissance :
- Al Barid Bank
- E.M.S Chronopost International Maroc
- Société Marocaine de Distribution et Transport de Marchandises et de Messageries (SDTM)
- Barid Media
- Chronodiali

## Al Barid Bank
Héritière de l’activité des services financiers du Groupe Barid Al-Maghrib, Al Barid Bank a été créée en juin 2010. Elle présente un modèle unique dans le paysage bancaire marocain en raison de sa mission de service public, d’inclusion financière et de bancarisation de la population marocaine.
Entreprise citoyenne, accessible et proche de ses clients, Al Barid Bank joue un rôle essentiel en faveur de l'accès du plus grand nombre à des services bancaires de qualité.
Elle dispose d’un large réseau d’agences réparties sur tout le territoire, aussi bien dans les zones urbaines que dans les zones rurales les plus éloignées.
Al Barid Bank compte aujourd’hui plus de 6,5 millions de clients. L’entreprise facilite l’accès à des produits et services simples et conçus pour tous, en tirant profit des nouvelles technologies pour développer un multicanal performant et en plaçant la qualité de service et la satisfaction clientèle au cœur de ses priorités.

## EMS Chronopost International Maroc
Via sa filiale EMS Chronopost Maroc, créée en 2001 avec GEOPOST France, Barid Al-Maghrib est l’opérateur de référence pour le transport et la messagerie internationale express.
Spécialisée dans le segment du colis express, EMS Chronopost Maroc s’appuie sur un large réseau international qui compte plus de trente-deux filiales dans près de 220 pays.
Présente sur le marché marocain avec une offre complète et compétitive qui s’adresse à la fois aux entreprises, aux professionnels et aux particuliers, EMS Chronopost International Maroc garantit des délais de livraison très courts ainsi que la traçabilité du colis via internet.

## Société marocaine de distribution et transport de marchandises et de messageries
Acquise par Groupe Barid Al-Maghrib en 2013, la Société marocaine de distribution et de transport de marchandises et de messagerie (SDTM) est le leader de son secteur[réf. nécessaire]. L’entreprise dispose d’un réseau intégré et dense. Elle propose une palette de services englobant tous types d’expéditions express et de frets ainsi que des solutions complètes en matière de logistique de stockage, préparation, suivi des commandes et distribution. En tant qu’experte des activités transport et logistique, la SDTM innove et propose chaque année des solutions efficaces à un marché exigeant en matière de fiabilité, rapidité, livraison et prix.

## Barid Media
Créée en 2013, la filiale Barid Media est spécialisée dans l’éditique, le Marketing Direct et les services à valeur ajoutée liés aux activités Courier. Elle a pour principale activité l’externalisation de l’envoi de courrier de gestion, notamment celui des administrations publiques marocaines. Barid Media propose également des prestations d’externalisation de processus documentaires : tri, massification et dématérialisation.
Barid Media propose également des prestations de publicité non adressée, principalement pour développer le trafic en magasin pour le compte de la grande distribution et des grandes surfaces spécialisées. Elle réalise aussi le portage de la presse.
Barid Media s’est engagée dans de grands chantiers de développement de service à valeur ajoutée liée à la dématérialisation et au digital, afin de pallier la baisse du volume du courrier physique.

## Les activités du Groupe Barid Al-Maghrib
Le Groupe Barid Al-Maghrib se réinvente constamment en s’appuyant sur sa capacité d’adaptation lui qui permet de gérer les changements massifs du secteur sans perdre son identité.
Tout au long de son histoire, Barid Al-Maghrib a su mobiliser ses ressources autour d’une ambition à long terme, exerçant sa mission de service public et créant de la valeur pour ses actionnaires.
Aujourd’hui, le Groupe opère dans quatre domaines d’activité : le courrier, le colis et logistique, la banque et la poste digitale.

## Le courrier
Activité de base de Barid Al-Maghrib, le courrier englobe l’activité de dépôt, collecte, traitement, acheminement et distribution des lettres aux niveaux national et international. En matière de courrier, Barid Al-Maghrib a amélioré la performance de ses services en investissant dans des solutions technologiques innovantes de tri automatique grâce à la Plateforme nationale du courrier (PNC), une référence en Afrique.
La diversité des offres couvre les domaines :
- d’envoi et d’affranchissement du courrier en optant pour des produits classiques (courrier recommandé, courrier prioritaire, etc.) ou hybrides (e-barki@ pro) ;
- de marketing direct adressé à travers Publi Poste Contact et ses variantes ;
- de distribution de courrier à travers la boite postale et les solutions de fiabilisation d’adresse (RNVP, GéoAdresse, CodAdresse) ;
- de la philatélie via l’émission annuelle de timbres de collection.

## Colis et logistique
Groupe Barid Al-Maghrib est le leader de ce segment en plein essor, porté par la croissance des échanges en général et du commerce électronique en particulier. Capitalisant sur son savoir-faire et un réseau national et international étendu, le Groupe propose à ses clients une très large gamme d’offres de colis et de logistique.
Dans la branche colis, Barid Al-Maghrib a développé une offre adaptée aux besoins de sa clientèle :
Au niveau national, grâce à sa marque Amana, le Groupe met à la disposition de ses clients un large réseau pour la prise en charge de tous les colis jusqu’à 30 kg allant de la collecte jusqu’à la livraison à domicile pour les particuliers, les professionnels et les entreprises, et ce, dans des délais express garantis allant de 1 à 2 jours dans 80 % du territoire marocain. Barid Al-Maghrib propose également, à travers sa filiale SDTM, une offre globale visant à satisfaire les demandes les plus spécifiques en transport Express de messagerie et de marchandises allant de 1 kg à 5 t.
Au niveau international, Barid Al-Maghrib propose, en plus de ses offres Poste Colis (solution économique pour particuliers et professionnels pour l’envoi des colis) et Amana International (service rapide avec traçabilité des envois) une palette d’offres via sa filiale Chronopost, qui s’adresse à la fois aux particuliers et aux entreprises L’expertise logistique et supply chain de Barid Al-Maghrib libère les entreprises des contraintes de la logistique et leur permet de se concentrer sur leur cœur de métier. Grâce à l’offre Amana Logistics, ces dernières elles peuvent optimiser leurs chaînes logistiques en confiant à Barid Al-Maghrib le transport de marchandises, le stockage et la préparation des commandes.

## Produits numériques
La transformation numérique induit des changements majeurs dans les modes de consommation et les modèles économiques. Ces changements font du digital un vecteur de croissance économique et une étape incontournable dans toute stratégie de développement.
Groupe Barid Al-Maghrib conforte ainsi sa position de premier plan dans ses métiers historiques en s’appuyant sur les nouvelles technologies et diversifie sa gamme de métiers avec la création d’une nouvelle ligne de produits sous l’appellation « poste digitale ».
La Poste digitale offre une panoplie de produits et services innovants dans les domaines de la certification électronique des échanges dématérialisés, l’hébergement des infrastructures informatiques et techniques, le commerce électronique et l’administration électronique.
Confiance numérique : Barid Al-Maghrib est la première et unique autorité de certification agréée par l’État marocain dans le cadre de la loi 53-05 relative aux échanges électroniques des données à caractère juridique. Cet agrément lui permet de délivrer, via la prestation Barid e-Sign, des certificats électroniques qui garantissent l’identité numérique des particuliers et entreprises. Cette identité numérique permet au porteur d’utiliser des moyens technologiques sûrs pour s’authentifier, signer et horodater des actes électroniques afin de les doter de la valeur probante.
Barid Hosting : Barid Al-Maghrib accompagne les entreprises et administrations marocaines dans la l’externalisation et la professionnalisation de leurs services informatiques. Cet accompagnement est assuré grâce aux prestations d’hébergement sécurisé dans les centres de données du Groupe et localisés sur le territoire national. Barid Hosting fournit une panoplie de services allant de l’hébergement et l’infogérance de l’infrastructure informatique jusqu’à la location de services applicatifs, tels que la messagerie électronique, la boîte postale électronique et le commerce électronique.
Services eGov : Barid Al-Maghrib est partenaire des pouvoirs publics pour le développement de l'économie numérique nationale, en particulier les programmes e-Gov. Via des services comme le guichet électronique de commande en ligne de documents d'état civil Watiqa, ou le guichet électronique des annonces légales, Barid Al-Maghrib étend vers l’espace numérique son rôle classique de tiers de confiance dans les échanges entre l’administration, les citoyens et les entreprises. Ce rôle a été confirmé avec la désignation de Barid Al-Maghrib en tant que gestionnaire du registre national des auto entrepreneurs.
Barid Tower : à travers la prestation Barid Tower, Barid Al-Maghrib fournit des services d’hébergement des infrastructures techniques des opérateurs télécoms et de tout autre opérateur utilisant des objets connectés. Ce service se base sur la force du réseau des agences du Groupe, dont l’étendue et la densité géographiques permettent aux partenaires de BAM de fournir une meilleure qualité de service, tout en optimisant les conditions économiques et techniques d’exploitation de leurs équipements hébergés sur les Towers Barid Al-Maghrib.
Al Barid Bank contribue aussi à la modernisation du tissu productif en facilitant l’accès des TPE informelles au statut d’auto entrepreneur avec un package de bancarisation dédié.

## Engagement RSE du Groupe Barid Al-Maghrib
Combinant intérêt général et la création de valeur, Barid Al-Maghrib et ses filiales placent la responsabilité sociétale des entreprises (RSE) au cœur de leurs stratégies. Elles concilient pour ce faire le développement économique avec l’équité sociale et la préservation de l’environnement. Cet engagement citoyen a été conforté par la signature avec l’État du contrat-programme 2013-2017 et se traduit sur le terrain par une démarche volontariste.
Le Groupe a adopté une charte environnementale, une charte des valeurs ainsi qu’un code déontologique. C’est également l’un des premiers établissements publics à avoir commandité un audit sur l’efficacité énergétique de ses locaux en vue de réduire ses gaspillages.
Dans le domaine de la philatélie, la RSE occupe une place fondamentale dans les émissions spéciales de timbres-poste, et ce, à travers des thèmes comme la protection de l’environnement, le respect de la biodiversité et des ressources naturelles, le respect des droits de l’homme, la sensibilisation aux droits des personnes aux besoins spécifiques, etc.
Partenaire officiel de la COP22, Barid Al-Maghrib ancre son engagement citoyen dans les valeurs de respect de l’environnement et de la biodiversité promues par le Maroc. Le Groupe est à ce titre l’initiateur de plusieurs actions emblématique, parmi lesquelles l’émission de deux timbres, l’édification de la Cité de la Poste à Guéliz-Marrakech et l’organisation d’une exposition de 22 timbres-poste dédiés à l’environnement.